# Akhmed Sakajev
Akhmed Khalidovitj Sakajev (tjetjensk: Заки Хьалид кант Ахьмад, Zaki Xaalid kant Axmad, russisk: Ахмед Халидович Закаев) (født 26. april 1959 i Kirovskij, Kasakhstan) er en tjetjensk eksilpolitiker, tidligere vicepremiereminister i Tjetjenien og nuværende premierminister for den ikke anerkendte tjetenske republik Ichkeria (Tjetjenien), som af Rusland anses for en separatistisk bevægelse. Oprindeligt uddannet skuespiller med speciale i Shakespeare, greb Sakajev til våben i 1994 da Den Første Tjetjenske Krig begyndte og deltog i Slaget om Grosnij i 1995 (tjetjensk nederlag) og Slaget om Grosnij i 1996 (tjetjensk sejr).

## Eftersøgt af Rusland
Sakajev er af Rusland eftersøgt som terrorist og de russiske myndigheder ønsker ham udleveret til retsforfølgelse fra hans eksil i London, hvilket flere gange har ført til at Sakajev er blevet tilbageholdt af lokale myndigheder under rejser, bl.a. i København i 2002. Senest er Sakajev blevet anholdt i Polen d. 17. september 2010 efter deltagelse i den tjetjenske verdenskongres. Han blev løsladt senere på aftenen.